# Roger Bannister
Roger Gilbert Bannister (Harrow, 23 marzo 1929 – Oxford, 3 marzo 2018) è stato un mezzofondista britannico, noto per essere stato il primo atleta ad aver corso il  6 maggio 1954 il miglio in meno di quattro minuti.

## Biografia
Laureato in medicina. Alle Olimpiadi del 1952 a Helsinki, Bannister finì al quarto posto, 
stabilendo il record britannico nei 1500 metri. 
È stata la prima persona a ricevere il titolo di "Sportivo dell'anno" della prestigiosa rivista Sports Illustrated, nel gennaio 1955, relativa all'attività dell'anno precedente, come sportivo del 1954 (record mondiale del miglio britannico e oro agli europei nei 1500 metri).
Dopo essersi ritirato dall'atletica leggera nel 1955, Bannister trascorse i successivi quarant'anni praticando medicina, specializzandosi nel campo della neurologia.

## Palmarès
| Anno                                  | Manifestazione          | Sede      | Evento       | Risultato | Prestazione | Note |
| ------------------------------------- | ----------------------- | --------- | ------------ | --------- | ----------- | ---- |
| In rappresentanza della Gran Bretagna |                         |           |              |           |             |      |
| 1950                                  | Europei                 | Bruxelles | 800 m piani  | Bronzo    | 1'50"7      |      |
| 1952                                  | Giochi olimpici         | Helsinki  | 1500 m piani | 4º        | 3'46"30     |      |
| 1954                                  | Europei                 | Berna     | 1500 m piani | Oro       | 3'43"8      |      |
| In rappresentanza dell' Inghilterra   |                         |           |              |           |             |      |
| 1954                                  | Giochi del Commonwealth | Vancouver | Miglio       | Oro       | 3'58"8      |      |